# Comuna Liskoveț, Boureni
Liskoveț (în ucraineană Лісковець) este o comună în raionul Boureni, regiunea Transcarpatia, Ucraina, formată din satele Liskoveț (reședința) și Rekitî.

## Demografie
Componența lingvistică a comunei Liskoveț
     Ucraineană (99,78%)
     Alte limbi (0,11%)
Conform recensământului din 2001, majoritatea populației comunei Liskoveț era vorbitoare de ucraineană (99,78%), existând în minoritate și vorbitori de alte limbi.